# André Zacharow
André Zacharow (... – Curitiba, 10 settembre 2021) è stato un economista e politico brasiliano.

## Biografia
Era figlio di Júlio Zacharow, uno dei fondatori della Chiesa battista nella regione di Jaguariaíva.
Conseguì due lauree, la prima in economia e la seconda in diritto, presso l'Università Federale del Paraná, dove in seguito svolse tutta la sua carriera accademica fino a diventare docente ordinario.
Fu presidente della Società Evangelica Benefica di Curitiba, della Facoltà Evangelica del Paraná e del Collegio Evangelico per Infermieri.
Nelle elezioni dell'ottobre 2002, Zacharow venne eletto deputato federale per il PDT: in seguito fu riconfermato per altri due mandati. Il suo ultimo partito fu il MDB.
Era sposato con Eunice Lukaszewski, dalla quale ebbe una figlia. Morì la mattina del 10 settembre 2021 a Curitiba, per complicazioni da COVID-19. 